# Oracle (Sunn O))))
Oracle è il primo EP del gruppo musicale statunitense Sunn O))), pubblicato il 12 luglio 2007 dalla Southern Lord Records.

## Tracce
1. Belülről pusztít – 16:01
2. Orakulum – 18:37

CD bonus nell'edizione limitata
1. Helio)))Sophist – 46:17

## Formazione
- Stephen O'Malley – basso, chitarra
- Greg Anderson – basso, chitarra